# Rentgenski žarki
Rentgenski žarki ali žarki X so elektromagnetno valovanje z valovno dolžino v območju med 0,01 in 10 nanometra, ustrezna frekvenca je med 30 in 30.000 PHz (1015 hercov). Imenujejo se po odkritelju, Wilhelmu Röntgenu.
Žarki so nevarni in lahko s svojim sevanjem povzročajo raka ali druge bolezni.
Rentgenski žarki se uporabljajo predvsem v medicini, za radiodiagnostiko, ter v fiziki, za kristalografijo. Ker so rentgenski žarki ionizirajoče sevanje, je pri delu z njimi potrebna posebna zaščita.